# Петнист летящ дракон
Петнистият летящ дракон (Draco maculatus) е вид влечуго от семейство Агамови (Agamidae). Видът не е застрашен от изчезване.

## Разпространение и местообитание
Разпространен е във Виетнам, Индия (Аруначал Прадеш), Камбоджа, Китай (Гуанси, Тибет, Хайнан и Юннан), Лаос, Малайзия, Мианмар и Тайланд.
Обитава гористи местности, влажни места и хълмове.